# George Leonard Huxley
George Leonard Huxley (geboren am 23. September 1932 in Leicester, Vereinigtes Königreich; gestorben am 30. November 2022) war ein britisch-irischer klassischer Philologe und Gräzist.

## Leben
Ein Studium der klassischen Philologie am Magdalen College in Oxford schloss Huxley 1955 mit einem Bachelor of Arts ab. Anschließend war er bis 1961 Fellow am All Souls College in derselben Stadt.
Ab 1956 arbeitete Huxley an der British School at Athens in der griechischen Hauptstadt Athen. Von 1959 bis 1960 und von 1961 bis 1962 hatte er Gastprofessuren an der Harvard University inne. 1962 erhielt er einen Ruf an die Queen’s University in Belfast, wo er bis 1983 als Professor für Gräzistik lehrte. 1972 veröffentlichte Huxley gemeinsam mit John Nicolas Coldstream einen Bericht zu archäologischen Ausgrabungen in Kythēra, 1984 wurde er zum obersten Vizepräsidenten der Fédération Internationale des Associations d’Études Classiques gewählt. 1986 kehrte Huxley nach Athen zurück und übernahm dort bis 1989 die Leitung der Gennadios-Bibliothek an der American School of Classical Studies at Athens. Dieser vermachte er 2006 auch seinen schriftlichen Nachlass.
1989 übernahm Huxley eine Honorarprofessur am Trinity College in Dublin und zehn Jahre später eine weitere bei der Classical Association of Ireland. Trinity, Queen’s und die National University of Ireland in Maynooth, wo er neben Griechisch auch Lehrveranstaltungen in Mathematik abhielt, würdigten sein Schaffen mit der Verleihung eines Ehrendoktortitels. Ab 1971 war er Mitglied der Royal Irish Academy, ab 1990 Mitglied der Academia Europaea.
Einen Schwerpunkt seines Interesses abseits der Altertumswissenschaft bildete die Geschichte des britischen Verkehrs-, insbesondere des Eisenbahnwesens. In Church Enstone, wo Huxley lebte, besaß er eine Gartenbahn.
Huxley starb am 30. November 2022 im Alter von 90 Jahren.

## Auffassung zum Brexit
Im November 2018 erhielt Huxley im Alter von 86 Jahren auf Antrag zusätzlich zu seiner britischen auch die irische Staatsbürgerschaft verliehen. Er begründete dies mit der Absicht des Vereinigten Königreiches, aus der EU auszutreten (BREXIT) und bezeichnete die damit verbundenen Vorgänge als „Torheiten“ (englisch Follies). Den Beschluss des früheren britischen Premierministers David Cameron, darüber eine Volksabstimmung (BREXIT-Referendum) abhalten zu lassen, verdammte er als „vollkommen unverantwortlich“ (englisch utterly irresponsible). Auf einen Vergleich zu den Tragödien der griechischen Antike angesprochen antwortete Huxley mit dem Zitat „Quem Deus vult perdere, prius dementat“. (deutsch Wen Gott vernichten will, dem nimmt er vorher den Verstand).

## Schriften (Auswahl)
- The Early Ionians. London 1966, ISBN 0-716-52065-6
- Minoans In Greek Sources: A Lecture. Belfast 1968, ISBN 0-853-89003-X
- Greek Epic Poetry: From Eumelos to Panyassis. Cambridge (Massachusetts), 1969, ISBN 0-674-36238-1
- Early Sparta. Shannon 1970, ISBN 0-716-50596-7
- Pindar’s vision of the past. Belfast 1975, ISBN 0-853-89086-2
- On Aristotle and Greek society: An essay. Belfast 1979, ISBN 0-853-89174-5